# 阿勒坦呼亚格内阁
阿勒坦呼亚格内阁是2012年8月至2014年11月执政的蒙古国内阁。

## 沿革
在2012年6月28日举行的国家大呼拉尔选举中，蒙古国的民主党获得了76个议席中的31个议席，以相对多数取得胜选。7月底，民主党同“正义联盟”（由蒙古人民革命党和蒙古民族民主党组成）、公民意志绿党签订联合组阁协议，开始组建联合政府。民主党和公民意志绿党、“正义联盟”将以民主党占75%、其他两党占25%的内阁职位比例组阁。原来的执政党蒙古人民党则成为国家大呼拉尔历史上最大的反对党。
2012年8月9日，新一届国家大呼拉尔通过决议，任命诺罗布·阿勒坦呼亚格为新一届政府总理。2012年8月17日，国家大呼拉尔任命了13位政府成员（均属民主党）。2012年8月20日，国家大呼拉尔又任命了5位政府成员（属于“正义联盟”和公民意志绿党）。共计19位政府成员的新政府组建完成。
蒙古国新政府将此前的11个部增加至16个部，将原来的15位政府成员增加至19位。
2014年10月上旬，总理阿勒坦呼雅格向国家大呼拉尔提交政府改组议案并获通过，根据议案将蒙古国政府由原有的16个部门整合为13个。但此后在2014年11月初，国家大呼拉尔通过了对总理阿勒坦呼雅格的弹劾案，导致组阁和部门负责人提名等事宜中断。11月21日，国家大呼拉尔表决通过，任命原政府办公厅主任其米德·赛汗比勒格为新任总理。

## 组成
2012年8月产生的19位内阁阁员为（未注明者均为2012年8月任命）：
- 总理：诺罗布·阿勒坦呼亚格（民主党）
- 副总理：登德布·特尔比希达格瓦（“正义联盟”，属蒙古人民革命党）
- 部长、政府办公厅主任：其米德·赛汗比勒格（民主党）
- 建筑和城市发展部部长：策维勒玛·巴亚尔赛汗（民主党）
- 文化、体育和旅游部部长：策德布达木巴·奥云格日勒（民主党）
- 国防部部长：达希登贝尔勒·巴特额尔登（民主党）
- 经济发展部部长：尼亚木扎布·巴特巴亚尔（民主党）
- 教育和科学部部长：鲁布桑尼亚木·钢铁木尔（民主党）
- 能源部部长：米希格·索诺姆皮勒（“正义联盟”，属蒙古民族民主党）
- 环境、绿色发展部部长：桑加苏伦·奥云（公民意志绿党）
- 财政部部长：楚勒特木·乌兰（“正义联盟”，属蒙古民族民主党）
- 工业和农业部部长：哈勒特马·巴特图勒嘎（民主党）
- 外交部部长：鲁布桑旺丹·包勒德（民主党）
- 健康部部长：那查格·乌德巴勒（“正义联盟”，属蒙古人民革命党）
- 司法部部长：赫希格登贝尔勒·铁木金（民主党）
- 劳动部部长：亚达木苏伦·桑吉米亚塔布（民主党）
- 矿产部部长：达巴扎布·冈呼亚格（民主党）
- 人口发展和社会福利部部长：索德诺姆宗堆·额尔德尼（民主党）
- 交通和运输部部长：阿玛尔扎尔嘎勒·钢苏赫（民主党）